# De microfilm
De microfilm is het tweede album binnen de stripreeks Pom en Teddy van tekenaar François Craenhals. Het verhaal verscheen eerst in het jeugdstripblad Kuifje van 1954 tot 1955. De eerste uitgave als album was in 1978 door uitgeverij Paul Rijperman.

## Verhaal
Het verhaal speelt zich op de volgende plaatsen af: het circus, het station, de stad, een oude steenbakkerij, de riolen, het herenhuis van de chef en een kapel.
Op een avond vindt Teddy in de tent van Pom een gewonde man. De man sterft even later in het ziekenhuis. Hij bleek echter een belangrijke microfilm bij zich te hebben. Bij de autopsie wordt niets gevonden. De spionnen die de man neerschoten voor de microfilm vermoeden dat hij de microfilm in de vacht van Pom verstopt had en ze ontvoeren Pom. Daar laat Teddy het echter niet bij.